# Jesús Mula Martínez
Jesús Mula Martínez (Rafal, Alicante, 1942-1 de julio de 2021) fue un músico, compositor, profesor y director de banda español. Comenzó sus estudios musicales en su localidad natal, y continuó en los Conservatorios Superiores de Murcia, Alicante y Valencia, siendo alumno de eminentes maestros como Manuel Serrano, Óscar Esplá y Moisés Davia.

## Trayectoria profesional
Obtuvo los títulos superiores de clarinete, piano, composición musical y dirección orquestal.
Cursó estudios musicales con Manuel Serrano, Moisés Davia y Óscar Esplá, recibiendo a lo largo de su trayectoria formación bajo la batuta de otras personalidades como José Moreno Gans, Jaume Mas i Porcel, Manuel Massotti Escuder o José Peris Lacasa.
En 1963 obtuvo la plaza de Clarinete Primero en la Banda Municipal de Alicante, y en 1981 plaza como profesor titular en el Conservatorio Superior de Música "Óscar Esplá" de Alicante, en el cual años más tarde desempeñaría el cargo de director (1986-1993).
Durante toda su carrera profesional estuvo vinculado firmemente a la provincia de Alicante, su cultura y sus bandas de música, habiendo sido director titular de:
- Unión Musical "Algueñense" de Algueña
- Unión Musical "La Amistad" de Villafranqueza
- Unión Musical "La Artística" de Novelda
- Unión Musical de Calpe - Ifach

Con todas ellas participó en numerosos certámenes regionales y nacionales, obteniendo importantes distinciones.
Además, fue miembro fundador de la Orquesta de la Universidad de Alicante (UA), y director de la Joven Orquesta de Cámara de Alicante.
Fue miembro de jurados en oposiciones, certámenes de bandas, corales y concursos de composición musical, e impulsor de la creación del Auditorio de la Diputación de Alicante (ADDA), de cuyo Patronato formó parte.

## Composiciones
A lo largo de su carrera profesional compuso más de 100 obras registradas, muchas de las cuales fueron premiadas y de interpretación obligada en certámenes musicales. Algunas de ellas son:
Pasodobles
- Algueña (1975)[1]
- El Titico (1982)
- Matíes (pasdoble calpí) (1990)
- Oliver (1991)
- Sociedad Musical de Calpe (1992)
- Radio Aspe (1994)
- Locutor Vicente Hipólito (1995)
- Diario Información de Alicante (1996)
- La Artística de Novelda (2006)
- Festes a Calp (2007)[2]
- Maite Boronat (2008)[3]

Música festera
Marchas Cristianas
- Tere Mari Pastor (1994)
- Pilareta (2004)

Marchas moras
- Huestes del Cadí (1984)
- Paco Bernabé (1985)
- Mascarats (1990)
- Cadíes (1994)
- Ferma (1996)[4]
- Beduinos de Novelda (1998)[5]
- Tejeda (1999)[6]
- Castillo de la Mola (2000)

Obras para banda sinfónica
- Canto a un poeta (1991): compuesta con motivo del 50 aniversario de la muerte de Miguel Hernández, consiguió el Accésit en el Premio de Composición para Bandas de Música “Rafael Rodríguez Albert” (III Edición Internacional) de la Excma. Diputación Provincial de Alicante
- Concierto Alicantino (1997): obra sinfónica contemporánea en 3 movimientos, de inspiración mediterránea, que le hizo valedor del 1.er Premio en III Concurso Internacional de Composición de Música Sinfónica "Maestro Ferrero Pastor" de Onteniente[7][8]
- El Miracle (2010): musicalización de "El Parlament", uno de los actos que componen la trilogía festera de Calpe, junto al desembarco y el desfile[9]

Obras para orquesta sinfónica
- Etnacila (2021): obra póstuma, estrenada el 25 de septiembre de 2021 en el Auditorio de la Diputación de Alicante en el contexto del Festival de Música Contemporánea de Alicante[10]

Habaneras
- Novelda Bonita (1985)
- Santuario de La Magdalena (2006)

Marchas de procesión
- Zarandaja (2003)
- Madres (2016)
- Ángeles (2017)

Otras
- Al-La (1989): cuarteto para saxofones de estilo ecléctico, cuyo título corresponde a las siglas Akra-Leuka - Lucentum - Alicante, topónimos históricos presentes en el escudo de la ciudad[11]
- Navidad Alicantina (Villancico)
- Se fundió la nieve (Villancico)

## Premios y distinciones
- Primer Premio de Fuga del Conservatorio Superior "Óscar Esplá" de Alicante (1975)
- Accésit Premio de Composición para Obras Sinfónicas de los Estudios Alicantinos, Excma. Diputación Provincial de Alicante (1975)
- Primer Premio de Pasodobles de la Junta Central Festera de Villena (1980)
- Primer Premio Nacional de Marchas Moras de Elda (1984), con Huestes del Cadí
- Primer Premio de Obras Sinfónicas "Fogueres de Sant Joan" (1987)
- Accésit Premio de Composición para Bandas de Música “Rafael Rodríguez Albert” (III Edición Internacional), Excma. Diputación Provincial de Alicante, con Canto a un poeta (1991)
- Primer Premio de Música de Cámara "Óscar Esplá" del Excmo. Ayuntamiento de Alicante (1993)
- Primer Premio de Composición de Habaneras "Ciudad de Novelda" (1995), con Novelda Bonita
- Primer Premio del III Concurso de Composición de Música Festera "Villa de Benidorm" (1996), con Ferma
- Primer Premio del III Concurso Internacional de Composición de Música Sinfónica "Maestro Ferrero Pastor" de Onteniente (Valencia) (1997), con Concierto Alicantino
- Primer Premio del I Concurso Internacional de Composición "Ciudad de Santander" (1999)
- Nombramiento como Hijo predilecto de la villa de Rafal, a título póstumo (2022)[12]

## Discografía
- CD El Miracle de Calp
- CD Valle de las Uvas Vol. 1
- CD Valle de las Uvas Vol. 4
- CD El so de Novelda I
- CD El so de Novelda II
- CD Música inèdita de L' Alacantí
- CD XXV Aniversario Certamen Nacional de Música Festera de Elda